# 傑佛遜鎮區 (愛荷華州保厄希克縣)
傑佛遜鎮區（英語：Jefferson Township）是位於美國愛荷華州保厄希克縣的一個行政鎮區。

## 地方資料
根據2010年美國人口普查的數據，傑佛遜鎮區的面積為94.35平方千米，當中陸地面積為94.26平方千米，而水域面積為0.09平方千米。當地共有人口290人，而人口密度為每平方千米3.07人。